# Middlefield, Ohio
Middlefield là một làng thuộc quận Geauga, tiểu bang Ohio, Hoa Kỳ. Năm 2010, dân số của làng này là 2694 người.

## Dân số
- Dân số năm 2000: 2233 người.
- Dân số năm 2010: 2694 người.